# Stiftung (Schweiz)
Die Stiftung (französisch fondation, italienisch fondazione, rätoromanisch fundaziun) ist in der Schweiz eine häufig anzutreffende Rechtsform. Das Stiftungsrecht der Schweiz ist in Art. 80 bis 89 ZGB geregelt. Per 1. Januar 2019 waren im Handelsregister 17.143 Stiftungen eingetragen. Die Zeitreihenanalyse des CEPS (Center for Philanthropy Studies der Universität Basel) zeigt unter anderem auf, wie die Stiftungen über die Kantone verteilt sind, wie viele Neugründungen jährlich stattgefunden haben und wie viele Liquidationen. Eine Stiftung nach schweizerischem Recht ist grundsätzlich ein "zweckgebundenes Vermögen".

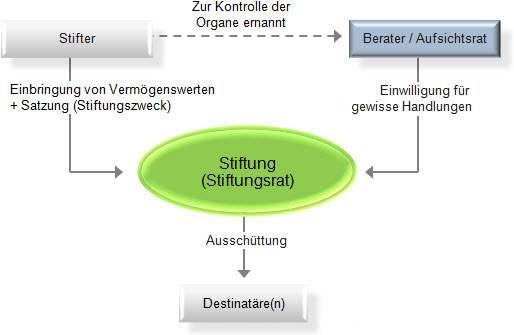
Organigramm Stiftung

## Gründung und Zweck einer Stiftung
Zur Gründung einer Stiftung muss ein Vermögen (Stiftungsvermögen, gegliedert in Stammvermögen und Anlagevermögen) für einen besonderen Zweck eingesetzt werden. Der Stifter hat durch eine Stiftungsurkunde seinen Willen zur Errichtung einer selbständigen Stiftung darzutun, das Einlagevermögen der Stiftung anzugeben und den Zweck der Stiftung zu umschreiben. Die Stiftung wird in das Handelsregister eingetragen, ausser es handelt sich um eine kirchliche Stiftung bzw. eine Familienstiftung.
Grundsätzlich unterstehen sie der Aufsicht staatlicher Stellen (Gemeinde, Kanton, Bund). Die Aufsicht muss dem Willen des Stifters folgen.
Seit dem 1. Januar 2006 ist das revidierte Stiftungsrecht in Kraft. Es hat einige Neuerungen gebracht, beispielsweise
- Einführung einer Revisionsstelle
- Verbesserung des Gläubigerschutzes
- Buchführungspflicht für die Stiftung

Die Personalvorsorge-Einrichtungen von Unternehmungen, auch Pensionskassen genannt (gemäss BVG, 2. Säule genannt), haben in der Regel die Rechtsform der Stiftung. Eine besondere Stiftungsart im Bereich der Altersvorsorge sind Anlagestiftungen. Diese verwalten die Vorsorgegelder von Schweizer Vorsorgeeinrichtungen und unterstehen der Aufsicht des Bundesamtes für Sozialversicherungen (BSV).

## Trennungs- und Erstarrungsprinzip
Eine Stiftung nach Schweizer Recht besitzt eine eigene Rechtspersönlichkeit (z. B. im Gegensatz zu einem angelsächsischen Trust). Mit Errichtung der Stiftung wird das vom Stifter gewidmete Vermögen verselbstständigt und damit vom Vermögen des Stifters vollständig und endgültig abgetrennt (Trennungsprinzip). Der in der Stiftungssatzung und Reglementen dokumentierte Stifterwille erstarrt in Form der Zwecksetzung zum Zeitpunkt der Gründung (Erstarrungsprinzip). Ist die Stiftung rechtsgültig errichtet, kann selbst der Stifter diese nunmehr starre Zwecksetzung nicht mehr abändern (Ausnahmen: seit dem Jahr 2006 besteht die Möglichkeit eines Zweckänderungsvorbehaltes in den Satzungen, Art 86a ZGB; möglich sind auch Änderungen bei unwesentlichen Bestimmungen, welche den Zweck nicht betreffen). Der Stifter darf also weder sich noch Dritten ein freies Abänderungsrecht einräumen. Es darf den Stiftungsorganen auch nicht das Recht eingeräumt werden, sich durch eigene Interpretationen über den ursprünglichen Stifterwillen hinwegzusetzen. Es gilt das Verbot der faktischen Abweichung vom Stifterwillen. Auch wenn während langer Zeit vom Stifterwillen abgewichen wurde, muss, wenn die gesetzlichen Voraussetzungen für eine förmliche Zweckänderung nicht erfüllt sind, zu diesem zurückgekehrt werden.
Im Gegensatz zu einer Aktiengesellschaft haben die Organe einer Stiftung damit auch keine eigene Willensbildung vorzunehmen. Vielmehr müssen sie sich bei ihrer Tätigkeit stets und einzig am Willen des Stifters zum Zeitpunkt der Errichtung der Stiftung orientieren. Die Stiftung unterscheidet sich dadurch ganz fundamental von anderen juristischen Persönlichkeiten, bei welchen Zweck und Strategie von den Organen verändert und angepasst werden können.
Aus dem Trennungs- und Erstarrungsprinzip folgt weiter, dass auch Zweckerweiterungen von Stiftungen nach schweizerischem Recht nicht bzw. nicht ohne weiteres möglich sind, da Zweckerweiterungen meistens zu einer Änderung bzw. Verwässerung der bestehenden Zweckerfüllung führen. Daher müssen Zweckerweiterungen in aller Regel mit einer Zu- bzw. Nachstiftung verbunden werden oder aber in keiner Weise Konkurrenz zu den bestehenden Zwecken entfalten.

## Stiftungen von Unternehmen
Den Begriff Unternehmensstiftung kennt das schweizerische Stiftungsrecht nicht. Es handelt sich stets um eine Stiftung, die in irgendeiner Form mit einem oder mehreren Unternehmen verbunden ist. Die rechtliche Art der Stiftung ist nicht entscheidend. Es kann sich um eine normale Stiftung, eine Personalfürsorgestiftung und in seltenen Fällen um eine Familienstiftung handeln, die als Unternehmensstiftung auftritt. Theoretisch könnte selbst eine kirchliche Stiftung als Unternehmensstiftung wirken.

### Arten: Holding-Stiftung, Unternehmensträger-Stiftung
In der Rechtsliteratur werden zwei Arten unterschieden: die Holding-Stiftung und die Unternehmensträger-Stiftung:
Die Holding-Stiftung: Die Stiftung beteiligt sich ganz, mehrheitlich oder minderheitlich am Aktienkapital eines Unternehmens. Nur das Unternehmen ist operativ tätig. Die Stiftung selbst ist als Holding nicht operativ unternehmerisch tätig (Beispiel: Wilsdorf-Stiftung mit Rolex-Uhrengruppe).
Die Unternehmensträger-Stiftung: Sie ist selbst aktiv, führt Geschäfte durch, erbringt Dienstleistungen oder betätigt sich ganz allgemein operativ. Diese Art von Stiftung ist besonders anzutreffen bei: Alters- und Pflegeheimen, Spitälern, Krankenkassen, Privatschulen, Museen, Kunstgalerien, Denkfabriken. Vielfach werden öffentliche oder halb-öffentliche Betriebe unter dieser Art von Stiftung errichtet. (Beispiel: Avenir Suisse)

### Rechtliches
Die Unternehmensstiftung ist unter Rechtsgelehrten umstritten. Viele bejahen sie, einige lehnen sie jedoch ab. Jedoch hat das oberste Gericht der Schweiz, das Bundesgericht, in seinem Urteil vom 18. Mai 2001 bestätigt, dass ein wirtschaftlicher Stiftungszweck zulässig ist (BGE 127 III 337). Somit können weiterhin Unternehmensstiftungen geführt und errichtet werden. Die kürzlich durchgeführte kleine Revision des Stiftungsrechtes hat das ursprünglich geplante Verbot der Unternehmensstiftung fallen gelassen.
Die Revision des Stiftungsrechtes, in Kraft seit 1. Januar 2006, hat zu einigen Neuerungen geführt. So sehen die revidierten Bestimmungen die Buchführungspflicht für Stiftungen vor (Art. 84b ZGB). Betreibt die Stiftung ein nach kaufmännischer Art geführtes Gewerbe, so sind für die Rechnungslegung die strengen Bestimmungen des Aktienrechts sinngemäss anwendbar (Art. 84b Abs. 2 ZGB). Weiter wird neu grundsätzlich eine Revisionsstelle verlangt (Art. 83a ZGB), wobei unter gewissen Voraussetzungen die Befreiung von der Pflicht zur Bezeichnung einer Revisionsstelle eintreten kann (geregelt in der Verordnung über die Revisionsstelle von Stiftungen). Neu sind dem Aktienrecht entsprechende Bestimmungen über das Vorgehen bei Besorgnis einer Überschuldung eingeführt worden (Art. 84a ZGB). Schlussendlich kann der Stiftungszweck durch die zuständigen Behörden geändert werden, wenn in der Stiftungsurkunde eine Zweckänderung vorbehalten worden ist (Art. 86a ZGB).
Alle Stiftungen stehen unter der Aufsicht des Gemeinwesens (Bund, Kanton, Gemeinde), dem sie nach ihrer Bestimmung angehören. Die Aufsichtsbehörde hat dafür zu sorgen, dass das Stiftungsvermögen seinen Zwecken gemäss verwendet wird. Die Aufsichtsbehörde prüft jedoch die Jahresrechnung nicht.

### Steuerliche Aspekte
Steuerbehörden befassen sich mit Unternehmensstiftungen. Solche Stiftungen werden je nach Stiftungszweck entweder wie eine Holding-Gesellschaft besteuert oder als normale Stiftung. Ist der Stiftungszweck als gemeinnützig anerkannt, so kann unter Umständen mit einer Steuerbefreiung gerechnet werden. Dies setzt allerdings voraus, dass die Ausschüttungen der Stiftung rein gemeinnützigen Institutionen oder Projekten zugeführt werden.
Bei der Errichtung der Stiftung wird Vermögen einer Gesellschaft oder einer Person, vielfach Aktien, auf diese übertragen. Dieser Vorgang wird von den Steuerbehörden als Schenkung qualifiziert und löst in den meisten Kantonen Schenkungs- oder Erbschaftsteuern aus.
Als Dachverband gemeinnütziger Stiftungen in der Schweiz figuriert einerseits proFonds. Dieser Verband wurde 1990 als Arbeitsgemeinschaft für gemeinnützige Stiftungen gegründet und hatte 2021 rund 500 Mitglieder. Eine Abspaltung stellt der Verband Swissfoundations dar (ab 2001) mit etwa 170 Mitgliedern im 2019.

### Errichtungsgründe
Der Hauptgrund für die Errichtung einer Unternehmensstiftung dürfte für den Stifter die Erhaltung seines Unternehmens über seinen Tod hinaus darstellen. Der Unternehmer oder Hauptaktionär hat keine direkten Nachkommen. Somit überträgt er sein Vermögen auf die Stiftung.
Viele Unternehmensstiftungen verfolgen rein wirtschaftliche Zwecke, d. h. Vermehrung des Stiftungsvermögens, damit Ausschüttungen im Sinne des Stiftungszweckes möglich werden.
Vielfach werden auch Unternehmensstiftungen errichtet, um die Mitarbeiter am Gewinn der operativen Gesellschaft zu beteiligen. Die Aktien werden dann von der Stiftung rechtlich gehalten, die aktiven Mitarbeiter haben daran ein Nutzniessungsrecht und erhalten somit einen Teil der ausgeschütteten Dividende. In einer anderen Lösungsvariante erhalten die Mitarbeiter treuhänderisch die von der Stiftung gehaltenen Aktien. Bei Austritt müssen sie diese aber wieder der Stiftung zuführen. Diese Art von Stiftungen ist ganz besonders beliebt bei Treuhand- und Wirtschaftsprüfungs-Gesellschaften.
Auch aus familiären Gründen kann ein Stifter seine Gesellschaft einer Unternehmensstiftung übertragen. Er kann dadurch die finanzielle Unabhängigkeit der eigenen Familie für die Zeit nach seinem Tod sicherstellen. Dieser Zweck ist aber aufgrund des Art. 335 Abs. 1 ZGB nur für die Kosten der Erziehung, Ausstattung oder Unterstützung von Familienangehörigen zulässig. Eine eigentliche Unterhaltsstiftung ist nach Schweizer Recht nicht zulässig.

## Familienstiftung
Das schweizerische Recht regelt im Schweizerischen Zivilgesetzbuch im Teil Familienrecht unter dem Abschnitt Familienvermögen die Familienstiftung (Art. 335 ZGB). So wird dort bestimmt: «Ein Vermögen kann mit einer Familie dadurch verbunden werden, dass zur Bestreitung der Kosten der Erziehung, Ausstattung oder Unterstützung von Familienangehörigen oder zu ähnlichen Zwecken eine Familienstiftung nach den Regeln des Personenrechts oder des Erbrechts errichtet wird.» Das schweizerische Zivilgesetzbuch anerkennt die Familienstiftung als besondere Stiftungsart – sie ist dem allgemeinen Stiftungsrecht unterstellt.
Die Familienstiftung nach schweizerischem Recht soll der Erhaltung der Familie und ihres Vermögens dienen und damit im Besonderen der Problematik der Vermögenszersplitterung begegnen. Der Staat hat das Institut der Familienstiftung gebildet, da eine funktionierende Familienorganisation sowie das Wohl der Familie für den Staat von Interesse sind.
Eine Stiftung wird ohne weiteres zur Familienstiftung, wenn der Destinatärskreis auf die Angehörigen einer einzigen, bestimmten Familie beschränkt ist. Für die rechtliche Qualifikation einer Stiftung als Familienstiftung ist also nicht entscheidend, ob der Stiftungsname oder die Stiftungssatzungen den Begriff Familienstiftung explizit erwähnen – oder ob die Satzungen einen Hinweis auf Art. 335 ZGB enthalten. Entscheidend ist einzig und ohne weiteres der Umstand, dass die Satzungen in irgendeiner Form eine Zweckbegrenzung auf die Angehörigen einer bestimmten Familie enthalten (Familiendestinatäre).
Das schweizerische Recht erlaubt indessen die Errichtung nur zu spezifischen Zwecken, welche eine spezifische Bedarfssituation voraussetzen: für berufliche oder sonstige Ausbildung, Erziehung der Destinatäre, Ausstattung bzw. Gründung eines Geschäftes, Unterstützung Bedürftiger, Errichtung von Werken oder Anlagen, welche den Familienmitgliedern einen bestimmten Nutzen bringen oder den Familiensinn erhalten helfen etc. Die Familienstiftung soll einem einzelnen bestimmten Lebensbedürfnis unmittelbar dienen, und nicht dem allgemeinen Lebensunterhalt. Die sogenannte Unterhaltsstiftung ist in der Schweiz nicht erlaubt.
Die sogenannte Unterhaltsstiftung wurde bei der Revision des Zivilgesetzbuches um das Jahr 1900 verboten. Einer der Urheber der Formulierung in der Expertenkommission, Nationalrat Bühlmann, führte in einem entscheidenden Statement in Bezug auf das Verbot der Unterhaltsstiftung aus: «Lasse man sie (die Familienstiftung, Anm.d.Verf.) auch allgemein für wirtschaftliche Zwecke zu, zugunsten einzelner Personen, so sei das eine ungerechtfertigte Begünstigung. Lasse man sie zu zugunsten vieler, so führt dies zu grosser Vermögenszersplitterung.»
Diese Aussage bezog sich zunächst auf das stiftungsähnliche und feudale Institut der Familienfideikommiss. Beim Familienfideikommiss wurde über Generationen hinweg das Familienvermögen unter Ausschaltung des Pflichtteilsschutzes ausschliesslich dem ältesten Sohn zur Nutzniessung zugeordnet. Dies führte zur erwähnten «ungerechtfertigten Begünstigung» dieser Familienmitglieder. Durch das Verbot des Unterhaltszwecks sollte präventiv verhindert werden, dass mit Hilfe von Familienstiftungen weiterhin solch feudale Konstrukte geschaffen werden könnten.
Hätte man den Unterhaltszweck weiterhin erlaubt, nunmehr aber gerechterweise zwingend zugunsten aller Nachkommen der Familie, dann hätte dies in den Augen des Gesetzgebers zu einer geradezu übermässigen Zersplitterung des Stiftungsvermögens geführt. Der Gesetzgeber störte sich also nicht am «Unterhaltszweck» per se, sondern an der feudalen Bevorzugung einzelner Familienmitglieder sowie an einer raschen Zersplitterung von Stiftungsvermögen. Sinn und Zweck der damaligen Gesetzesänderung war also die gerechte Verteilung der Stiftungserträge sowie der langfristige Erhalt des Familien- und Stiftungsvermögens.
Doch auch eine unvernünftige Einschränkung der erlaubten Stiftungszwecke war dem Rat suspekt, da dies der grundsätzlichen Stifterfreiheit widersprochen hätte. Als «einfachen» Ausweg wählte der Gesetzgeber die Formulierung, dass auch «ähnliche Zwecke» zugelassen sind.
Zulässig ist aber jedenfalls eine Familienstiftung zum Zwecke, allen Familienmitgliedern die gewohnte, hergebrachte Lebenshaltung zu sichern und ihnen immer dann Beiträge zukommen zu lassen, wenn sie durch wirtschaftliche Verluste unter ihr gewohntes Lebensniveau gedrückt werden. Dementsprechend spricht auch nichts gegen Altersrenten oder sonstige Zuwendungen, um den Destinatären die gewohnte Lebensführung zu ermöglichen bzw. die Defizite infolge Pensionierung auszugleichen.
Werden bei einer Familienstiftung auch Personen, die nicht zur Familie des Stifters zählen, als Begünstigte bezeichnet, oder bestehen sonstige weitere Zwecke, so handelt es sich um eine gemischte (Familien-)Stiftung. Nachträgliche Änderungen von Satzungen sind nur unter Berücksichtigung des erwähnten Trennungs- und Erstarrungsprinzips möglich.

## Kirchliche Stiftung

Anleihe der Kirchenbaustiftung Maihof, Luzern vom 25. Mai 1939; 1941 konnte die katholische Maihofkirche gebaut werden.

Die kirchlichen Stiftungen sind in der Schweiz geregelt durch den Art. 87 ZGB in Verbindung mit Art. 80ff ZGB, sowie durch die grundsätzlichen Regeln nach Art. 52 ZGB. Wo für kirchliche Stiftungen nichts Spezielles geregelt ist, gelten die gesetzlichen Bestimmungen für die allgemeine, klassische Stiftung.
Für sämtliche rein privatrechtlichen kirchlichen Stiftungen ist nach Riemer und Lampert das öffentliche Recht nach Art. 59 Abs. 1 des ZGB nicht anwendbar. Wenn eine öffentlichrechtliche Regelung nach Art. 59 Abs. 1 des ZGB fehlt, gilt nach Huber stets das Bundesprivatrecht. Gemäss Riemer können kirchliche Stiftungen niemals juristische Personen des kantonalen Privatrechts sein.
Wie die allgemeine Stiftung, so ist auch die kirchliche Stiftung weder eine Gesellschaft, noch eine Körperschaft, noch eine Anstalt. Sie ist aber eine juristische Person. Die Stiftungen mit einem kirchlichen und zugleich einem allgemeinen öffentlichen Nutzen werden in aller Regel als klassische Stiftung behandelt und müssen im Handelsregister des Sitz-Kantons eingetragen sein. Es gibt viele Stiftungen, die in der Wahrnehmung als kirchlich gelten, aber keine kirchlichen Stiftungen im rechtlichen Sinne sind, sondern allgemeine, also klassische Stiftungen.
Seit 2016 muss eine Kirchliche Stiftung im Handelsregister eingetragen sein. Sie muss keine Revisoratsstelle haben und ihre Aufsichtsbehörde ist keine staatliche, sondern eine kirchliche Stelle wie etwa der Kirchenrat oder das Bistum. Die kirchliche Stiftung ist aber nicht vollends in einer religiösen Parallelgesellschaft angesiedelt. Die Gründung einer kirchlichen Stiftung wird vor dem staatlichen Notar vollzogen. Die Auflösung einer kirchlichen Stiftung wird auf Antrag der Aufsichtsbehörde der Stiftung vom zuständigen Zivilrichter vollzogen.
Die kirchliche Stiftung des schweizerischen Privatrechts ist mit einer bestimmten Religionsgemeinschaft verbunden. Diese muss als Grund-Voraussetzung in ihren Statuten die Möglichkeit von kirchlichen Stiftungen und die Errichtungsbestimmungen vorsehen, damit eine kirchliche Stiftung mit ihr verbunden sein kann. Der Zentralvorstand oder Kirchenrat der Religionsgemeinschaft dient als Aufsichtsbehörde der kirchlichen Stiftung, weil das geringere öffentliche Interesse nicht nach einer staatlichen Aufsichtsbehörde verlangt. Eine kirchliche Stiftung hat natürlich keinen Rechtsanspruch darauf, von einer bestimmten Kirche oder Religionsgemeinschaft angebunden zu werden. Die Verbreitung einer Kirche spielt hier keine Rolle, sie muss auch nicht öffentlich-rechtlich anerkannt, aber intern gleichwertig organisiert sein. Kleinere Freikirchen könnten dies am ehesten auf Verbandsstufe (Evangelische Allianz oder Freikirchenverband) erreichen.
Ein klassisches Charakteristikum der kirchlichen Stiftung ist, dass das Vermögen nicht dem allgemeinen Publikum dient, sondern einem eingeschränkten Destinatärkreis wie einer Kirchgemeinde oder den Mitgliedern einer bestimmten Kirche. Im steuerrechtlichen Sinn gelten kirchliche Stiftungen nicht als sogenannt gemeinnützig. Daher können Spenden an kirchliche Stiftungen bei der Berechnung des Reineinkommens auf der Steuererklärung auch nicht abgezogen werden. Spenden im Sinn der christlichen Zehnten-Tradition beabsichtigen in der Regel Kultuszwecke und werden an Kirchen wie an kirchliche Stiftungen geleistet. Im Unterschied dazu dienen gemeinnützige Opfergaben den Armen oder der Allgemeinheit generell, sodass diese Gaben oft auch an klassische Stiftungen als Spenden geleistet werden und oft steuerabzugsfähig sind.
Die kirchlichen Stiftungen der römisch-katholischen Kirche werden zudem nach den internen Vorgaben des Kirchenrechts, des Codex Iuris Canonici, organisiert. Hier gibt es auch zahlreiche unselbständige kirchliche Stiftungen (Fonds oder Fondationen). In der Schweiz gibt es auch nicht-kirchliche Stiftungen als juristische Person, die aber trotzdem dem kanonischen Recht der katholischen Kirche unterstellt sein können.
Bei der Griechisch-Orthodoxen Kirche in der Schweiz gibt es einzelne Pfarrgemeinden, welche in der Regel als allgemeine und nicht als kirchliche Stiftungen organisiert sind. Im Schweizer Judentum gibt es einzelne allgemeine Stiftungen, aber keine – im juristischen Wortsinn – kirchliche Stiftungen. Bei den wenigen ökumenisch ausgerichteten kirchlichen Stiftungen ist eine der beteiligten Kirchen Aufsichtsbehörde. Stiftungen mit ökumenischem Zweck werden meistens als klassische Stiftungen errichtet.
In der Schweiz gibt es auch öffentlich-rechtliche sowie öffentlich-rechtlich anerkannte kirchliche Stiftungen im Umfeld der Landeskirchen.

## Dachstiftung
Eine Dachstiftung (französisch Fondation abritante) ist ein Stiftungsmodell, das primär die Aufgabe hat, die Organisation und Administration der mit ihr verbundenen Stiftungen und stiftungsähnlichen Zuwendungen sicherzustellen. Dachstiftungen sollen philanthropische Anliegen mittels bereits vorhandener Strukturen umsetzen. Für Dachstiftungen bestehen in der Schweiz dieselben gesetzlichen Regelungen wie für andere Stiftungen.